# Stetten (Patriziergeschlecht)

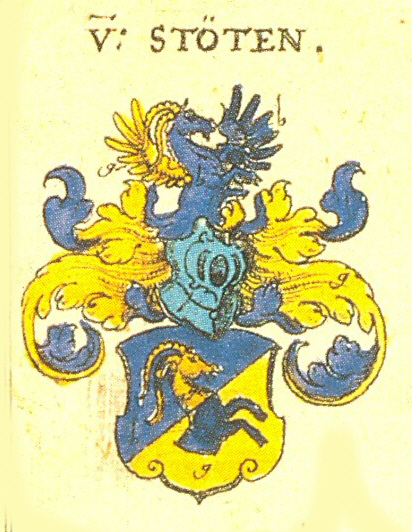
Stammwappen derer von Stetten nach Johann Siebmacher (spiegelverkehrt)

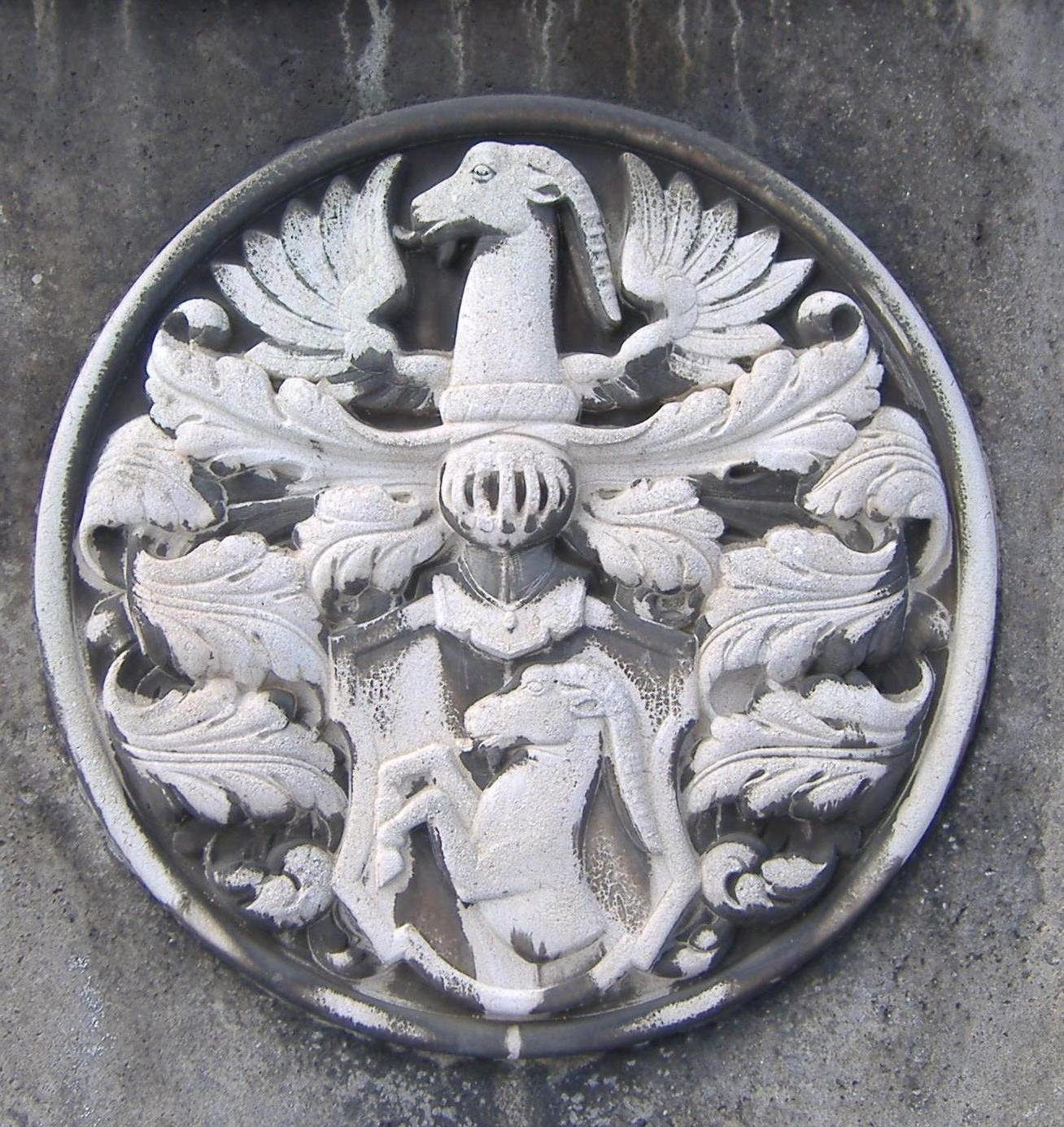
Wappen auf der Familiengrabstätte im Protestantischen Friedhof Augsburg

Stetten bzw. von Stetten ist der Name eines ehemaligen Augsburger Rats- und Kaufmannsgeschlecht.
Die Familie ist nicht mit dem fränkischen Uradels- und Reichsrittergeschlecht von Stetten verwandt. Sie schloss sich frühzeitig der Reformation an und wurde 1538 vom Rat unter die „Geschlechter“ und damit ins regierende Patriziat aufgenommen.

## Geschichte
Das Geschlecht, urkundlich erstmals nachgewiesen 1254 auf Burg Kirchheimbolanden, gelegen in der einstigen Kurpfalz, kam aus Frankfurt am Main in die Reichsstadt Augsburg:
Daselbst nun haben schon An. 1254. Gerbodo de Stetten & Otto de Stetten milites, gelebt, und waren in einem Kauf-Brief zwischen dem Kloster Kabra und der Kirche Falkenrieden als Zeugen genannt. A. 1360. lebte daselbst Cunz von Stetten und A. 1376. haben Peter von Stetten und Heinze Schildknecht auf den Thürmen gewacht, als Kaiser Carl IV. mit seiner Gemahlin daselbst gewesen ist. Von diesem Frankfurtischen von Stetten, kam A. 1426. Hans von Stetten… nach Augsburg… Dieser Hans von Stetten befand sich unter der Zunft der Kaufleute. Er erzeugte verschiedene Söhne.
Hans von Stetten ehelichte Veronica Erdwein, die aus einer angesehenen Augsburger Familie stammte. Durch diese Verbindung erwarb von Stetten nicht nur das Burger-Recht, sondern auch die mehrere Gesellschaft. Sein Enkel Hans war Schatzmeister von Kaiser Maximilian I. 1538 wurde die Familie ins Augsburger Patriziat aufgenommen, erwarb 1542 Herrschaft und Burg Bocksberg und erhielt 1548 durch Kaiser Karl V. den Reichsadel. Von Augsburg zog wieder eine Linie nach Frankfurt/Main zurück, die jedoch 1734 erlosch.
Kaiser Karl V. verlieh am 31. Januar 1548 den Brüdern Georg der Ältere von Stetten auf Bocksberg und Christoph von Stetten eine Wappenmehrung und Adelsbrief. Während die ältere auf Georg von Stetten zurückgehende Linie 1677 erlosch, blühte die jüngere von Christoph von Stetten gegründete Linie bis heute. Aus letzterer erhielten der königlich-bayerische Truchsess Philipp Edler von Stetten (* 1756), der königlich-bayerische Forstinspektor Johann Thomas Edler von Stetten (* 1758), der königlich-bayerische Stadtgerichts-Expeditor David Edler von Stetten (* 1764), Christoph David von Stetten (* 1744) und der königlich-bayerische Polizeidirektor in München Markus von Stetten (* 1776) die Eintragung in die Adelsmatrikel des Königreichs Bayern. Die beiden letzteren waren die Söhne des Augsburger Stadtpflegers und Historikers Paul von Stetten.
Mit der Verkündung der Weimarer Verfassung endete die Zeit des Adels in Deutschland. Nachgeborene können das von nunmehr als Namensbestandteil fortführen. Der materielle Besitz blieb dabei unangetastet. Noch heute im Besitz der Nachkommen sind die Schlösser in Aystetten, Hammel und Burtenbach. Früher waren unter anderem auch Schloss Gailenbach in Edenbergen und Schloss Elmischwang bei Fischach in Familienbesitz. Viele Mitglieder der Familie wurden auf den Protestantischen Friedhof in Augsburg begraben.

## Galerie

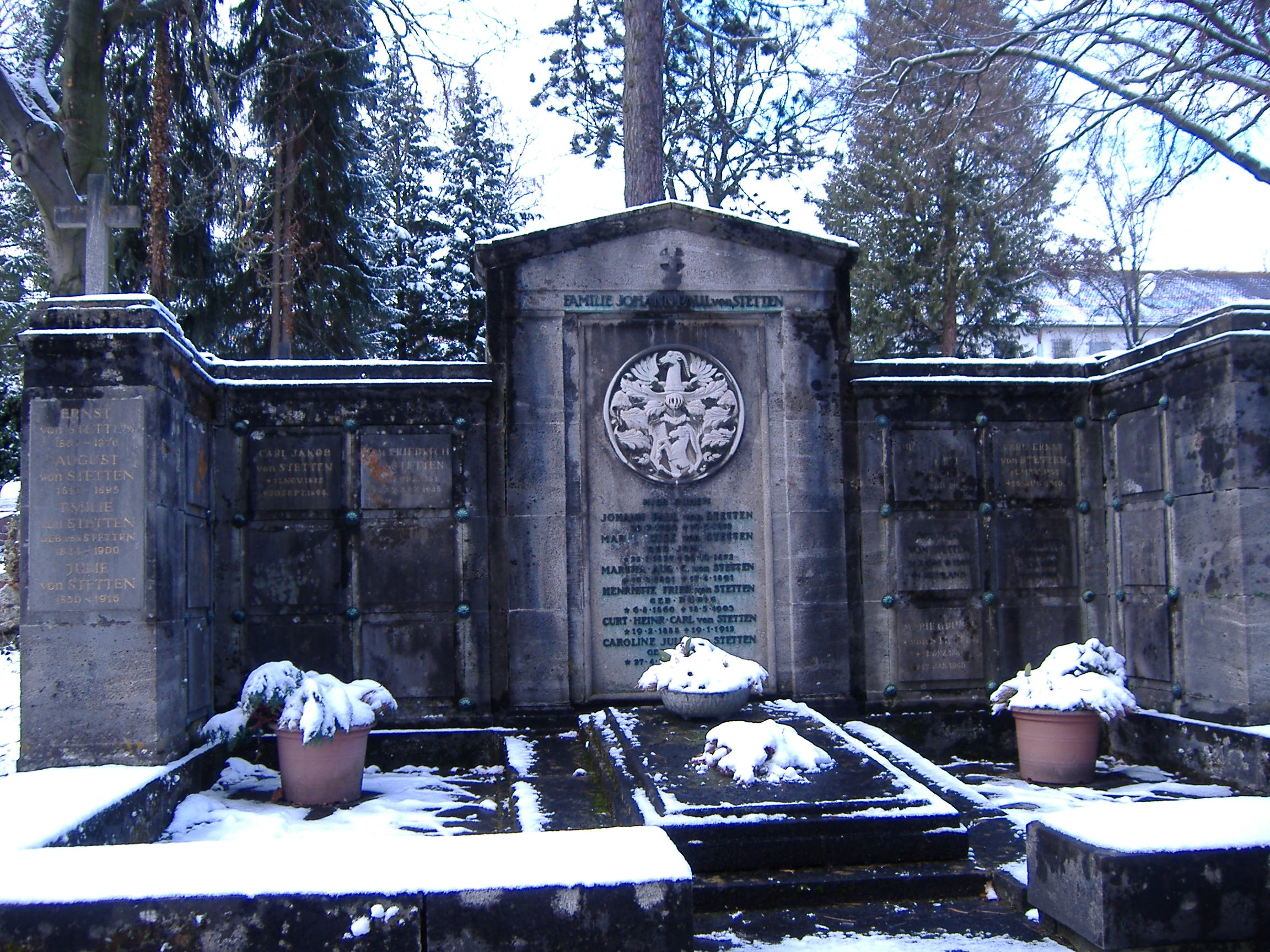
Familiengrab auf dem Protestantischen Friedhof in Augsburg
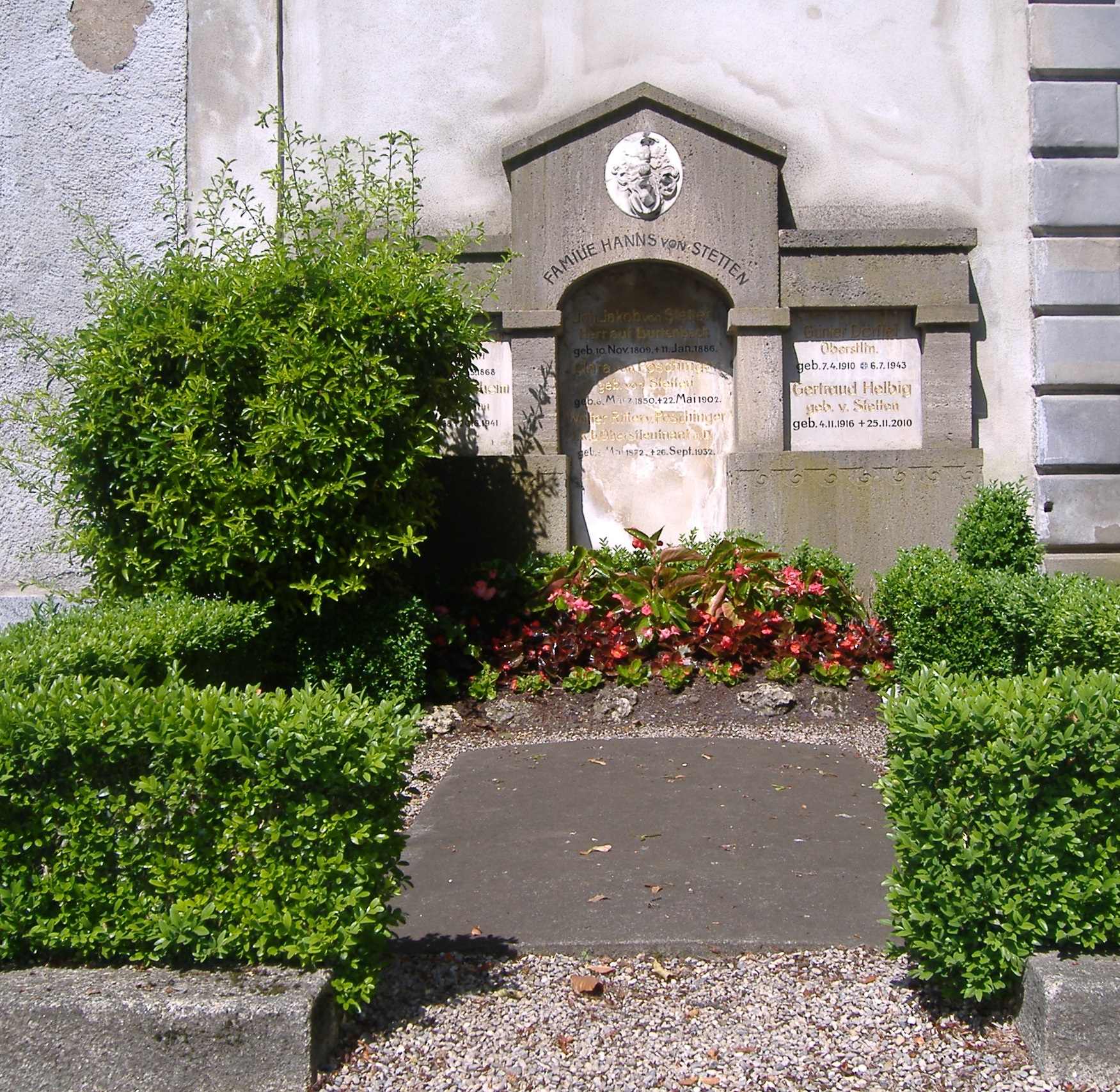
Familiengrab auf dem Protestantischen Friedhof in Augsburg
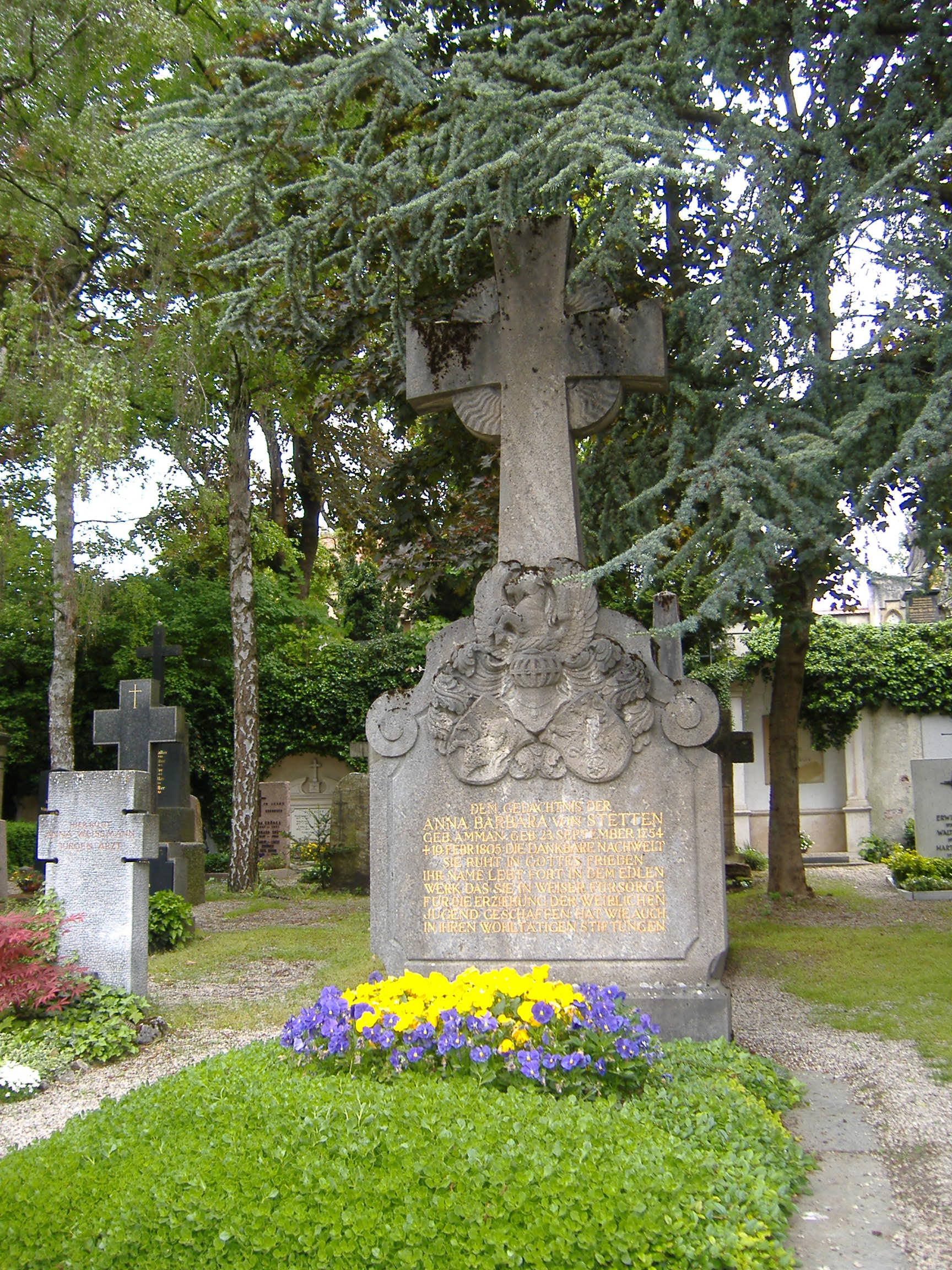
Grabstätte von Anna Barbara von Stetten auf dem Protestantischen Friedhof in Augsburg

## Bekannte Familienmitglieder

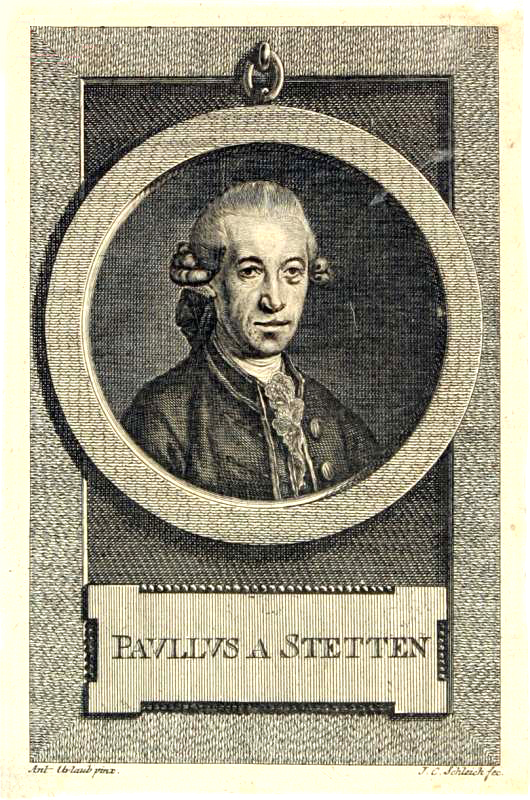
Paul von Stetten

### Stadtpfleger bzw. Bürgermeister von Augsburg
| Name                                      | Amtszeit  |
| ----------------------------------------- | --------- |
| Paulus von Stetten (1583–1643)            | 1633–1635 |
| David II. von Stetten (1595–1675)         | 1653–1675 |
| Paul von Stetten (1643–1729)              | 1716–1726 |
| Johann von Stetten der Ältere (1658–1738) | 1726–1735 |
| David IV. von Stetten (1703–1774)         | 1767–1774 |
| Paul von Stetten (1731–1808)              | 1792–1806 |
| Albrecht von Stetten (1736–1817)          | 1806      |

### Weitere Mitglieder
- Anna Barbara von Stetten (1754–1805), Wohltäterin und Stifterin der Bürgerlichen Töchterschule
- August von Stetten (1811–1895), bayerischer Ministerialsekretär und Schlossherr
- Otto von Stetten (1862–1937), bayerischer General der Kavallerie
- Heio von Stetten (* 1960), deutscher Schauspieler

## Wappen
Wappen 1548: In von Blau und Gold schrägrechts geteiltem Schilde ein halber Steinbock in verwechselter Farbe. Auf dem blau-golden bewulsteten Helm mit gleichen Decken ein von Blau und Gold gespaltener Steinbockrumpf zwischen offenen, rechts golden, links blauen Adlerfluge.